# Tymotka
Tymotka (Phleum L.) – rodzaj roślin z rodziny wiechlinowatych. Obejmuje 15 gatunków występujących w strefie umiarkowanej półkuli północnej oraz w Ameryce Południowej. Kilka gatunków ma istotne znaczenie jako rośliny pastewne, zwłaszcza tymotka łąkowa Phleum pratense. Trawy te są częstym powodem kataru siennego. Wszystkie posiadają zbity, cylindryczny kwiatostan.

## Rozmieszczenie geograficzne
Rodzaj ma rozległy zasięg obejmujący wszystkie kontynenty w strefie umiarkowanej półkuli północnej, przy czym najbardziej zróżnicowany jest w Europie, gdzie występuje 11 gatunków. Najbardziej rozległy zasięg w obrębie rodzaju ma tymotka alpejska Phleum alpinum, będąca jedynym przedstawicielem rodzaju występującym na obu kontynentach amerykańskich, a poza tym w Europie, Azji i północno-zachodniej Afryce. 
W Polsce rośnie 5 gatunków rodzimych i dwa przejściowo zawlekane.
Gatunki flory Polski
Pierwsza nazwa naukowa według listy krajowej, druga – obowiązująca według bazy taksonomicznej Plants of the World online (jeśli jest inna)
- tymotka alpejska Phleum commutatum Gaudin ≡ Phleum alpinum L.
- tymotka Boehmera Phleum phleoides (L.) H.Karst.
- tymotka halna Phleum rhaeticum (Humphries) Rauschiert ≡ Phleum alpinum L.
- tymotka kolankowata Phleum hubbardii D. Kováts ≡ Phleum bertolonii DC.
- tymotka łąkowa, brzanka pastewna Phleum pratense L.
- tymotka Michela Phleum hirsutum Honck.
- tymotka szydlasta Phleum subulatum (Savi) Asch. & Graebn. – efemerofit
- tymotka piaskowa Phleum arenarium L. – efemerofit

## Systematyka
Pozycja systematyczna
Rodzaj z podplemienia Phleinae, plemienia Poeae, podrodziny Pooideae z rodziny wiechlinowatych Poaceae.
W obrębie rodzaju wyróżnia się cztery sekcje: sect. Achnodon Griseb., sect. Chilochloa (P.Beauv.) Griseb., sect. Maillea (Parl.) Horn, sect. Phleum.
Wykaz gatunków
- Phleum alpinum L. – tymotka alpejska
- Phleum arenarium L. – tymotka piaskowa
- Phleum bertolonii DC. – tymotka kolankowata
- Phleum boissieri Bornm.
- Phleum × brueggeri K.Richt.
- Phleum crypsoides (d'Urv.) Hack.
- Phleum echinatum Host
- Phleum exaratum Griseb.
- Phleum himalaicum Mez
- Phleum hirsutum Honck. – tymotka Michela
- Phleum iranicum Bornm. & Gauba
- Phleum montanum K.Koch
- Phleum paniculatum Huds.
- Phleum phleoides (L.) H.Karst. – tymotka Boehmera
- Phleum pratense L. – tymotka łąkowa
- Phleum subulatum (Savi) Asch. & Graebn. – tymotka szydlasta
- Phleum × viniklarii Röhl.